# Noyers (Loiret)
Noyers ist eine französische Gemeinde mit 743 Einwohnern (Stand: 1. Januar 2022) im Département Loiret in der Region Centre-Val de Loire. Sie ist Teil des Kantons Lorris im Arrondissement Montargis. Die Einwohner werden Nucériens genannt.

## Geographie
Noyers liegt etwa 45 Kilometer östlich von Orléans am Flüsschen Poterie, an der östlichen Gemeindegrenze verläuft der Limetin. Umgeben wird Noyers von den Nachbargemeinden Chailly-en-Gâtinais im Norden, Thimory im Osten und Nordosten, La Cour-Marigny im Osten und Südosten, Lorris im Süden sowie Coudroy im Westen.

## Bevölkerungsentwicklung
| 1962                       | 1968 | 1975 | 1982 | 1990 | 1999 | 2006 | 2018 |
| -------------------------- | ---- | ---- | ---- | ---- | ---- | ---- | ---- |
| 311                        | 330  | 393  | 504  | 543  | 672  | 703  | 743  |
| Quellen: Cassini und INSEE |      |      |      |      |      |      |      |

## Sehenswürdigkeiten
- Kirche Saint-Pierre-et-Saint-Genou

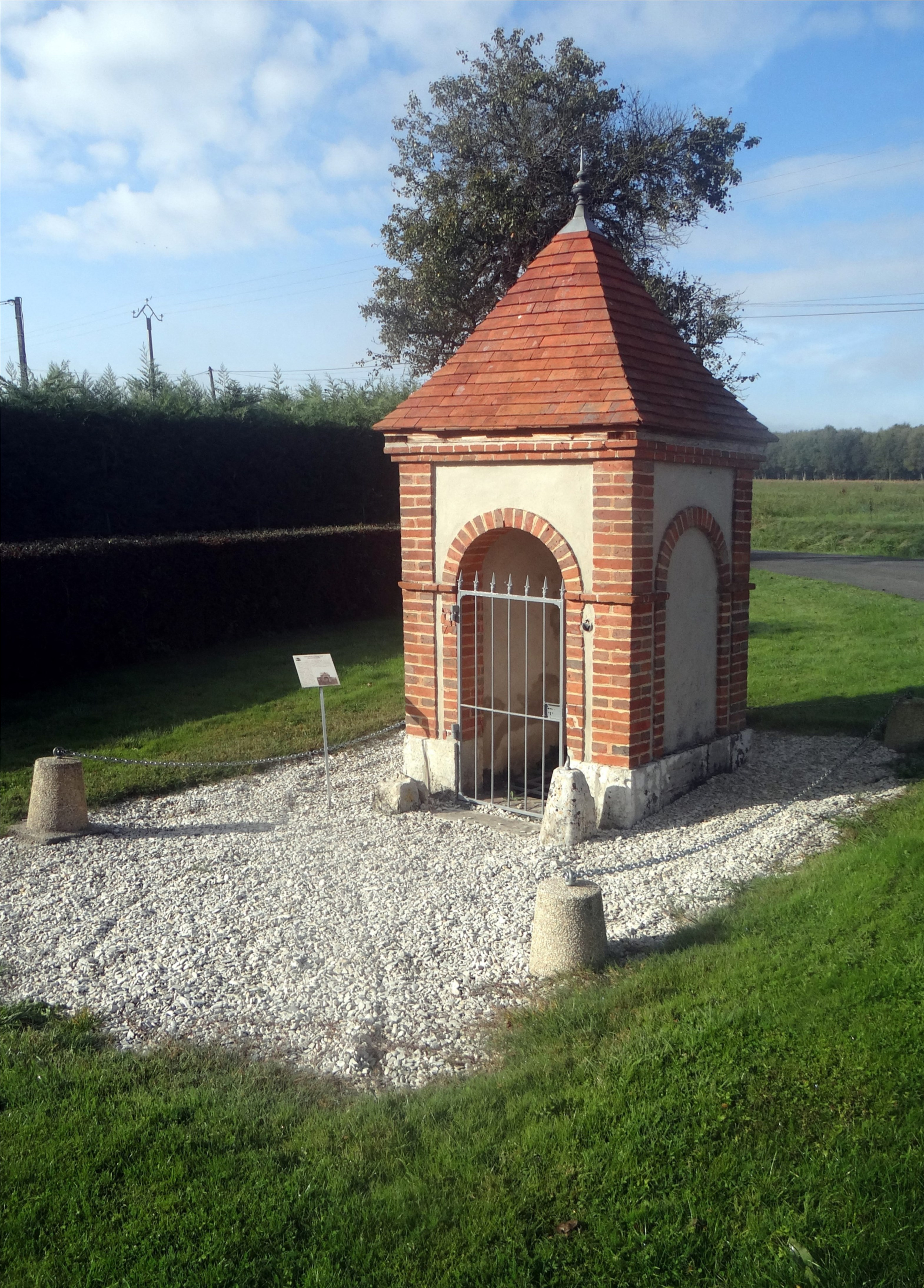
Oratorium Saint-Genou

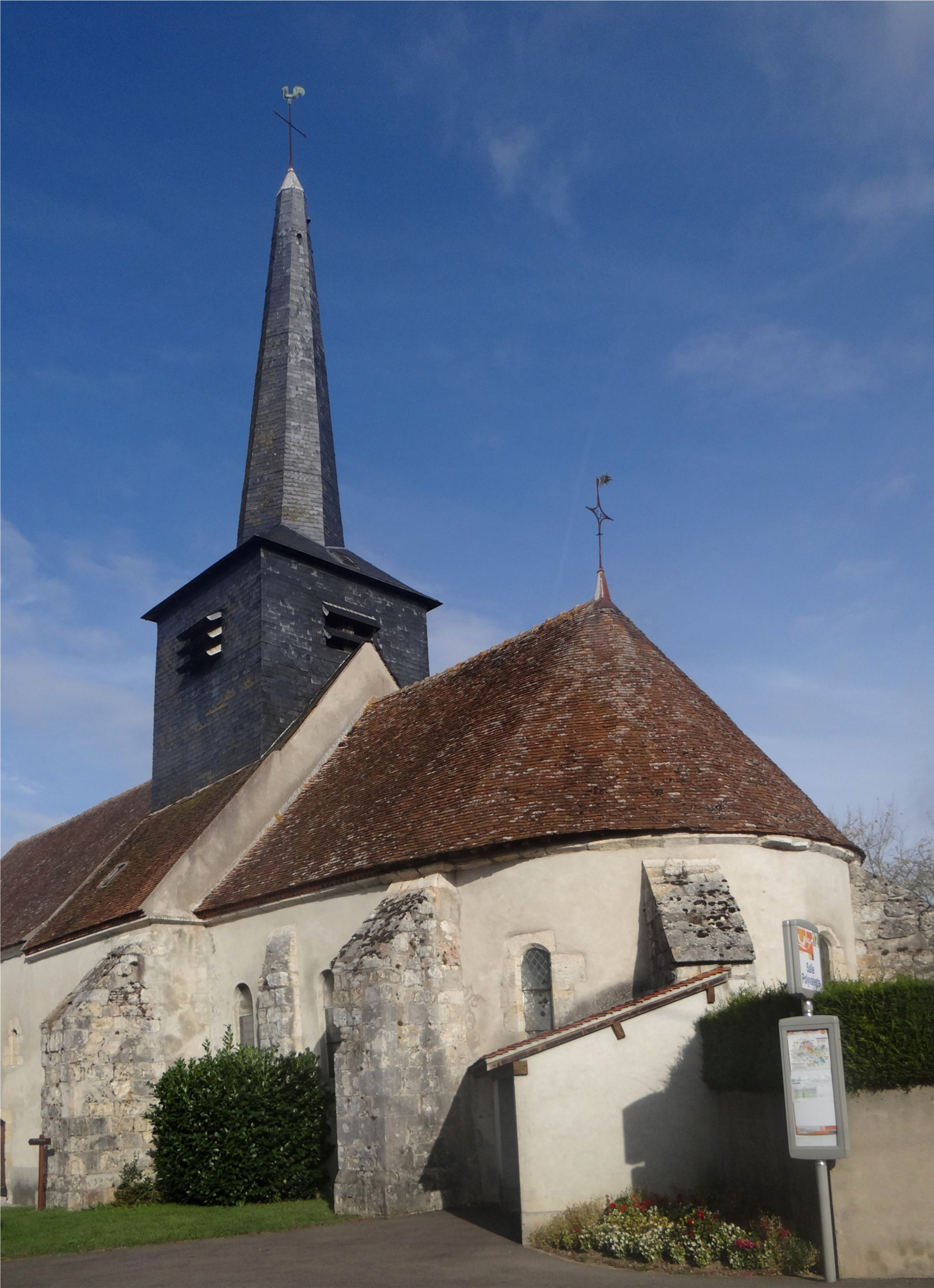
Kirche Saint-Pierre-et-Saint-Genou